# San Pablo Tumbac
San Pablo Tumbac är en ort i Mexiko.   Den ligger i kommunen Francisco León och delstaten Chiapas, i den sydöstra delen av landet, 700 km öster om huvudstaden Mexico City. San Pablo Tumbac ligger 487 meter över havet och antalet invånare är 183.
Terrängen runt San Pablo Tumbac är kuperad. Runt San Pablo Tumbac är det ganska tätbefolkat, med 80 invånare per kvadratkilometer. Närmaste större samhälle är Tecpatán, 20,0 km söder om San Pablo Tumbac. I omgivningarna runt San Pablo Tumbac växer i huvudsak städsegrön lövskog.